# Camille Bedin
Camille Fernand Bedin est un homme politique socialiste et résistant français, négociant en tissus de profession, né le 8 janvier 1893 à Saint-Satur dans le département du Cher et mort le 7 février 1979 à Excideuil, en Dordogne.

## Biographie
Mobilisé pendant la Première Guerre mondiale, Camille Fernand Bedin est lieutenant dans le 50e régiment d'infanterie. Blessé, il est envoyé en Dordogne, à Excideuil, où il rencontre Louise Raynaud, qu'il épouse et avril 1919, et s'installe comme négociant en tissus. Il est fait chevalier de la Légion d'honneur à titre militaire en 1925 pour son attitude au front.
Pendant l'entre-deux-guerres, il anime la Fédération ouvrière et paysanne des anciens combattants. En mai 1936, il est élu député SFIO de Périgueux-II. L'année suivante, il est élu conseiller général du canton d'Excideuil.
Le 10 juillet 1940, il vote contre les pleins pouvoirs à Philippe Pétain. Étant de surcroît franc-maçon, il est révoqué par le régime de Vichy de son mandat de conseiller général en janvier 1942. Il entre alors dans la Résistance et devient membre du Comité d'action socialiste. Il participe à la création des premiers maquis de la Dordogne. 
Il est arrêté en octobre 1943, puis déporté en juillet 1944 d'abord en Allemagne, puis en Tchécoslovaquie. Il est libéré en mai 1945 par la résistance tchèque. Il a reçu la médaille de la Résistance française.
Revenu en France, il siège à l'Assemblée consultative provisoire. Il se retire de la vie politique nationale en 1946.
De 1947 à 1957, il est maire d'Excideuil.